# Алтинівка (станція)
Алтинівка — проміжна залізнична станція 5-го класу Конотопської дирекції Південно-Західної залізниці на лінії Конотоп — Хутір-Михайлівський. До станції примикає одноколійна неелектрифікованіна лінія Алтинівка — Короп між станціями Мельня (11 км) та Кролевець (15,5 км).
Розташована в Кролевецькому районі Сумської області.

## Пасажирське сполучення
На станції зупиняються поїзди далекого та місцевого сполучення.
| Пасажирські потяги по станції Алтинівка | Пасажирські потяги по станції Алтинівка | Пасажирські потяги по станції Алтинівка |
| №                                       | Маршрут сполучення                      | Періодичність курсування                |
| --------------------------------------- | --------------------------------------- | --------------------------------------- |
| 778 «Подільський експрес»               | Київ — Шостка                           | Щоденно                                 |
| 813                                     | Зернове — Борщагівка-Технічна           | Щоденно                                 |
| 814                                     | Фастів — Зернове                        | Щоденно                                 |
| 830                                     | Шостка — Київ                           | Щоденно                                 |